# Viberti Musca 1
Il Viberti Musca 1 è stato un monoplano biposto da turismo leggero progettato dall'ingegnere Franco Muscariello e costruito dall'azienda italiana Ali Viberti SpA di Torino nel dopoguerra.

## Tecnica
Il Viberti Musca 1 era un monoplano ad ala bassa a sbalzo monolongherone a cassone ed era motorizzato da un motore aeronautico da 85 hp (63 kW) Continental C85 a 4 cilindri contrapposti, raffreddati ad aria, prodotto dall'azienda statunitense Teledyne Continental Motors.
Era costruito interamente in legno ad eccezione degli impennaggi che erano in lamiera di alluminio stampata.
Aveva la fusoliera a guscio con una cabina biposto chiusa a due posti affiancati. Aveva un carrello fisso a ruote carenate e poteva montare sci o galleggianti al posto delle ruote del carrello.
La sua produzione inizia nel 1948, nel 1951 vennero introdotte delle migliorie tra cui una nuova motorizzazione, il Walter Mikron III, assumendo la designazione Viberti Musca 1bis.

## Varianti
Del velivolo successivamente vennero progettate due evoluzioni, mai prodotte per lo scioglimento della società:
- Viberti Musca 2 quadriposto
- Viberti Musca 3 con motore da 200 CV

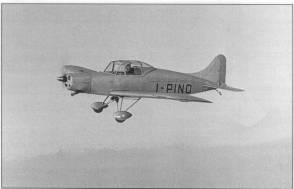
Viberti Musca 1 in volo
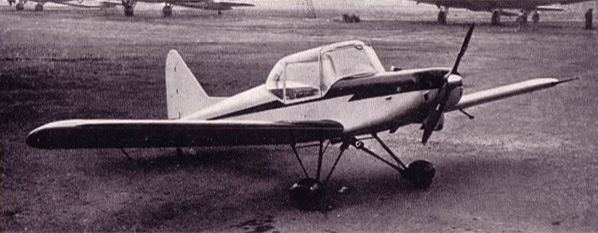
a terra
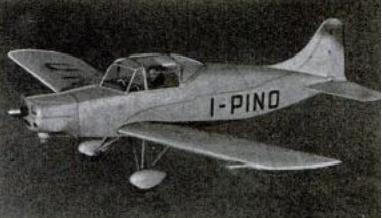
di profilo dall'alto